# Digitaria angolensis
Digitaria angolensis är en gräsart som beskrevs av Alfred Barton Rendle. Digitaria angolensis ingår i släktet fingerhirser, och familjen gräs. Inga underarter finns listade i Catalogue of Life.